# Rodovia Vice-prefeito Hermenegildo Tonoli
A Rodovia Vice-prefeito Hermenegildo Tonoli (SPA-66/300) é uma rodovia que interliga as cidades de Jundiaí e Itupeva. Também é conhecida popularmente como "Estrada de Itupeva".
É administrada pelo Departamento de Estradas de Rodagem do estado de São Paulo (DER-SP).